# Zsanett Németh
Zsanett Németh (Veszprém, 21 de enero de 1994) es una deportista húngara que compite en lucha libre. Ganó dos medallas en el Campeonato Europeo de Lucha, plata en 2017 y bronce en 2019.

## Palmarés internacional
| Campeonato Europeo | Campeonato Europeo | Campeonato Europeo | Campeonato Europeo |
| Año                | Lugar              | Medalla            | Categoría          |
| ------------------ | ------------------ | ------------------ | ------------------ |
| 2017               | Novi Sad (Serbia)  | Medalla de plata   | 75 kg              |
| 2019               | Bucarest (Rumania) | Medalla de bronce  | 76 kg              |